# Stock Cove
Stock Cove is een plaats in de Canadese provincie Newfoundland en Labrador. De plaats ligt aan de oostkust van het eiland Newfoundland.

## Geografie
Stock Cove ligt aan de noordelijke zijde van Bonavista, een groot schiereiland in het oosten van Newfoundland. De plaats ligt aan de oevers van de Blackhead Bay, meer bepaald aan een cove van die baai die bekendstaat als de Rolling Cove.
De gemeentevrije plaats ligt direct ten westen van Knights Cove en 3 km ten zuiden van King's Cove. Ze bevindt zich aan de splitsing van provinciale route 235 (die de kust volgt) en provinciale route 236 (die het binnenland in gaat).

## Demografie
In 1904 telde Stock Cove 34 volwassen mannen, waaronder 33 vissers en één klerk.
In 1935 woonden er in de plaats 19 huishoudens, dewelke goed waren voor een totale bevolkingsomvang van 92 personen. Alle inwoners waren Rooms-Katholiek. In 1945 telde de plaats 101 inwoners verspreid over 21 huishoudens.
Tussen 1991 en 2001 daalde de bevolkingsomvang van Stock Cove van 70 naar 46 inwoners. Sinds de vijfjaarlijkse volkstelling van 2006 verzamelt Statistics Canada enkel nog cumulatieve bevolkingsdata voor Knights Cove en Stock Cove. Sinds 2016 beschouwt het beide plaatsen ook officieel als een designated place genaamd Knights Cove-Stock Cove.

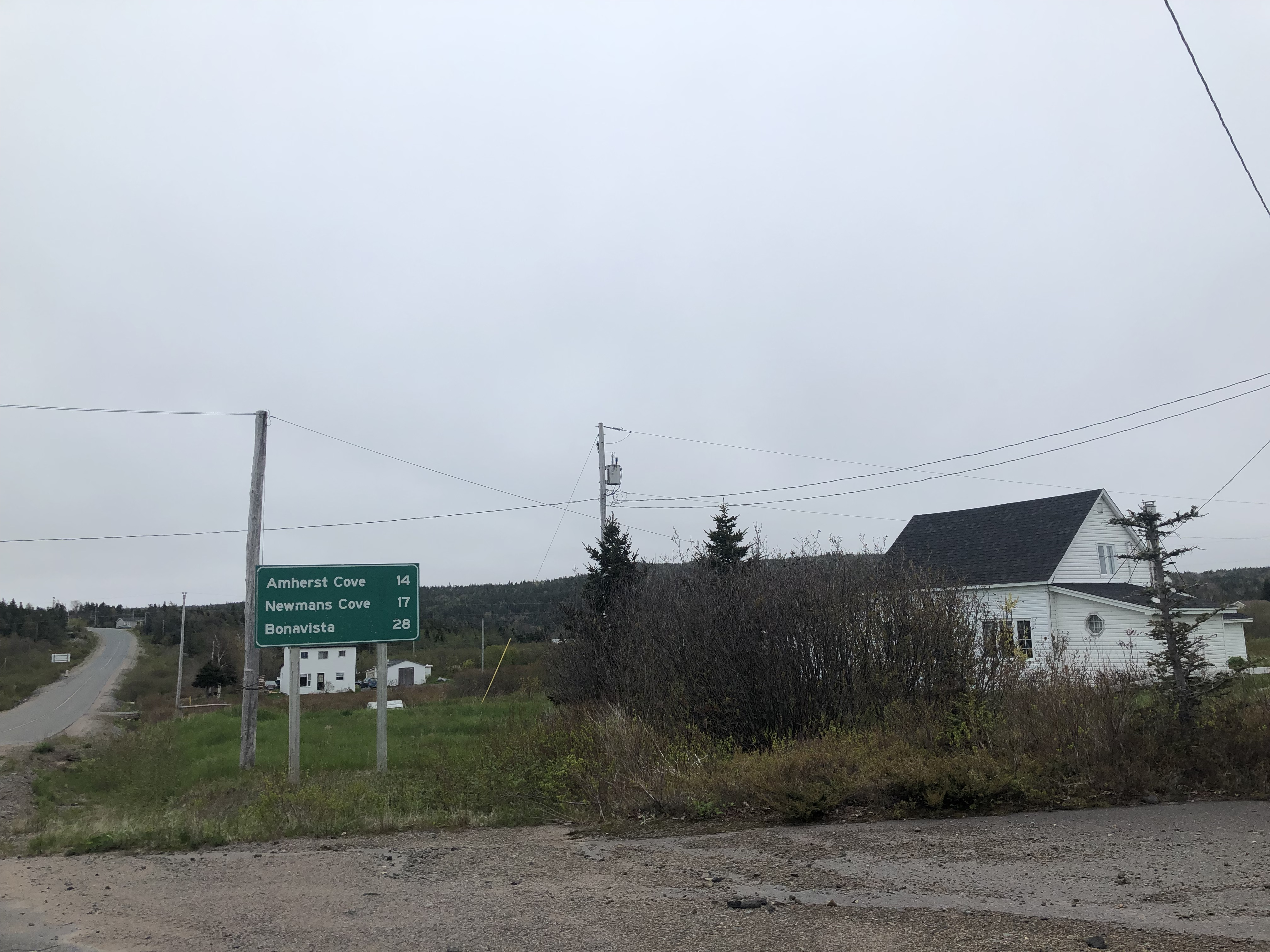
Verkeersbord met rijafstanden langs de NL-235 in Stock Cove